# Эллиптические функции Вейерштрасса
Эллиптические функции Вейерштрасса — одни из самых простых эллиптических функций. Этот класс функций (зависящих от эллиптической кривой) назван в честь Карла Вейерштрасса. Также их называют {\displaystyle \wp }-функциями Вейерштрасса, и используют для их обозначения символ {\displaystyle \wp } (стилизованное P).

## Определение
Пусть задана эллиптическая кривая {\displaystyle E=\mathbb {C} /\Gamma }, где {\displaystyle \Gamma } — решётка в {\displaystyle \mathbb {C} }. Тогда {\displaystyle \wp }-функцией Вейерштрасса на ней называется мероморфная функция, заданная как сумма ряда
{\displaystyle \wp _{E}(z)={\frac {1}{z^{2}}}+\sum _{w\in \Gamma \setminus \{0\}}\left({\frac {1}{(z-w)^{2}}}-{\frac {1}{w^{2}}}\right).}
Можно увидеть, что так определённая функция будет {\displaystyle \Gamma }-периодичной на {\displaystyle \mathbb {C} }, и потому является мероморфной функцией на {\displaystyle E}.
Задающий функцию Вейерштрасса ряд является, в определённом смысле, «регуляризованной версией» расходящегося ряда {\displaystyle \sum _{w\in \Gamma }{\frac {1}{(z-w)^{2}}}} — «наивной» попытки задать {\displaystyle \Gamma }-периодическую функцию. Этот последний абсолютно расходится (а при отсутствии естественного порядка на {\displaystyle \Gamma } имеет смысл говорить только об абсолютной сходимости) при всех z, поскольку при фиксированном z и при больших w модули его членов ведут себя как{\displaystyle {\frac {1}{|w|^{2}}}}, а сумма {\displaystyle \sum _{w\in \Gamma }{\frac {1}{|w|^{2}}}} по двумерной решётке {\displaystyle \Gamma } расходится.

### Варианты определения
Задавая решётку {\displaystyle \Gamma } её базисом, {\displaystyle \Gamma =\{m\omega _{1}+n\omega _{2}\mid m,n\in \mathbb {Z} \}}, можно записать
{\displaystyle \wp (z;\omega _{1},\omega _{2})={\frac {1}{z^{2}}}+\sum _{(m,n)\in \mathbb {Z} ^{2}\setminus \{(0,0)\}}\left({\frac {1}{(z-m\omega _{1}-n\omega _{2})^{2}}}-{\frac {1}{(m\omega _{1}+n\omega _{2})^{2}}}\right).}
Также, поскольку функция Вейерштрасса как функция трёх переменных однородна, а именно, {\displaystyle \wp (az;a\omega _{1},a\omega _{2})=a^{-2}\wp (z;\omega _{1},\omega _{2})}, для {\displaystyle \tau =\omega _{2}/\omega _{1}} имеет место равенство
{\displaystyle \wp (z;\omega _{1},\omega _{2})=\omega _{1}^{-2}\wp (z/\omega _{1};1,\tau ).}
Поэтому рассматривают
{\displaystyle \wp (z;\tau )=\wp (z;1,\tau )={\frac {1}{z^{2}}}+\sum _{(m,n)\in \mathbb {Z} ^{2}\setminus \{(0,0)\}}\left({\frac {1}{(z-m-n\tau )^{2}}}-{\frac {1}{(m+n\tau )^{2}}}\right).}

## Свойства
- Функция Вейерштрасса {\displaystyle \wp _{E}:E\mapsto {\widehat {\mathbb {C} }}} — чётная мероморфная функция на эллиптической кривой E, с единственным полюсом второго порядка в точке 0.
- Как мероморфное отображение степени 2, она задаёт двулистное разветвлённое накрытие сферы Римана тором E. У этого накрытия есть четыре точки ветвления: бесконечность и три критических значения {\displaystyle e_{1},e_{2},e_{3}}. Эти четыре значения являются образами четырёх точек, оставляемых на месте автоморфизмом {\displaystyle z\mapsto -z} кривой E — точки 0 и трёх полупериодов {\displaystyle \omega _{1}/2,\omega _{2}/2,(\omega _{1}+\omega _{2})/2}. Таким образом, функция Вейерштрасса осуществляет изоморфизм (или, точнее, спускается до изоморфизма) между топологической сферой {\displaystyle E/(z\mapsto -z)} (наследующей с E комплексную структуру) и сферой Римана {\displaystyle {\widehat {\mathbb {C} }}}.
- Воспользовавшись разложением {\displaystyle {\frac {1}{(w-z)^{2}}}={\frac {1}{w^{2}}}+\sum \nolimits _{j=1}^{\infty }{\frac {j+1}{w^{j+2}}}z^{j}} и просуммировав по {\displaystyle w\in \Gamma \setminus \{0\}}, можно получить разложение в точке {\displaystyle z=0} функции Вейерштрасса в ряд Лорана:

{\displaystyle \wp _{E}(z)={\frac {1}{z^{2}}}+\sum _{k=2}^{\infty }(2k+1)G_{2k}(\Gamma )z^{2k-2},}
где {\displaystyle G_{2k}(\Gamma )=\sum _{w\in \Gamma \setminus \{0\}}w^{-2k}} — ряды Эйзенштейна для решётки {\displaystyle \Gamma } (соответствующие нечётные суммы равны нулю).
Однако, коэффициенты при {\displaystyle z^{2}} и {\displaystyle z^{4}} зачастую записывают в другой, традиционной, нормировке, связанной (см. ниже) с вложением эллиптической кривой в {\displaystyle \mathbb {C} P^{2}}:
{\displaystyle \wp _{E}(z)={\frac {1}{z^{2}}}+{\frac {1}{20}}g_{2}(\Gamma )z^{2}+{\frac {1}{28}}g_{3}(\Gamma )z^{4}+\dots ,}
где {\displaystyle g_{2}} и {\displaystyle g_{3}} — модулярные инварианты решётки {\displaystyle \Gamma }:
{\displaystyle g_{2}(\Gamma )=60G_{4}(\Gamma ),\quad g_{3}(\Gamma )=140G_{6}(\Gamma ).}

## Вложение эллиптических кривых в ℂP²
Функции Вейерштрасса позволяют построить вложение эллиптической кривой в {\displaystyle \mathbb {C} P^{2}}, предъявив уравнение, которым задаётся образ. Это устанавливает соответствие между «алгебраическим» и «топологическим» взглядами на эллиптическую кривую — позволяя вложить эллиптическую кривую {\displaystyle E=\mathbb {C} /\Gamma } в {\displaystyle \mathbb {C} P^{2}} и выписать явно уравнение, задающее образ.
А именно, рассмотрим отображение {\displaystyle F:E\to \mathbb {C} P^{2}}, задаваемое вне точки {\displaystyle z=0} как
{\displaystyle F(z)=(\wp (z),\wp '(z))\in \mathbb {C} ^{2}.} Поскольку функция {\displaystyle \wp } мероморфная — это отображение продолжается до голоморфного отображения из {\displaystyle E} в {\displaystyle \mathbb {C} P^{2}}.
Образ этого отображение может быть явно задан. А именно, единственный полюс как функции {\displaystyle \wp (z)}, так и функции {\displaystyle \wp '(z)} — это точка {\displaystyle z=0}. Более того, поскольку {\displaystyle \wp (z)} — чётная функция, {\displaystyle \wp '(z)} — нечётная, и, соответственно, {\displaystyle (\wp '(z))^{2}} — чётная. Функция {\displaystyle \wp (z)} имеет в нуле полюс второго порядка — поэтому полюса {\displaystyle (\wp ')^{2}} могут быть убраны вычитанием линейной комбинации степеней {\displaystyle \wp }. Явно подбирая коэффициенты из разложений
{\displaystyle \wp _{E}(z)={\frac {1}{z^{2}}}+{\frac {1}{20}}g_{2}(\Gamma )z^{2}+{\frac {1}{28}}g_{3}(\Gamma )z^{4}+\dots ,}
{\displaystyle (\wp '_{E}(z))^{2}=\left(-{\frac {2}{z^{3}}}+{\frac {1}{10}}g_{2}(\Gamma )z+{\frac {1}{7}}g_{3}(\Gamma )z^{3}+\dots \right)^{2}={\frac {4}{z^{6}}}-{\frac {2}{5}}g_{2}(\Gamma ){\frac {1}{z^{2}}}-{\frac {4}{7}}g_{3}(\Gamma )+\dots ,}
видим, что разница
{\displaystyle \varphi (z)=(\wp _{E}'(z))^{2}-4\wp _{E}^{3}(z)+g_{2}(E)\wp (z)}
в точке {\displaystyle z=0} неособая. Но {\displaystyle \varphi (z)} голоморфна и вне {\displaystyle z=0} (в силу голоморфности {\displaystyle \wp } и {\displaystyle \wp '}), поэтому {\displaystyle \varphi (z)} — голоморфная на всей компактной римановой поверхности {\displaystyle E} функция. В силу принципа максимума {\displaystyle \varphi (z)} — константа. Наконец, из всё того же разложения в нуле находим её значение — оно оказывается равным {\displaystyle -g_{3}(E)}. Окончательно, функция {\displaystyle (\wp '(z))^{2}-4\wp ^{3}(z)+g_{2}(E)\wp (z)+g_{3}(E)} обращается на {\displaystyle E} в тождественный нуль. Тем самым, образ отображения {\displaystyle F} это эллиптическая кривая в {\displaystyle \mathbb {C} P^{2}}, задаваемая уравнением
{\displaystyle y^{2}=4x^{3}-g_{2}(E)x-g_{3}(E).}
Собственно говоря, именно с этим связаны «исторические» коэффициенты 60 и 140, связывающие модулярные инварианты {\displaystyle g_{2}} и {\displaystyle g_{3}} с соответствующими суммами обратных степеней {\displaystyle G_{2}(E)} и {\displaystyle G_{3}(E)}: благодаря такому традиционному выбору нормировки, в уравнении на кривую {\displaystyle g_{2}} и {\displaystyle g_{3}} — это в точности коэффициент при {\displaystyle x} и свободный член.

### Голоморфные формы, решётки периодов и обратное отображение
Для эллиптической кривой {\displaystyle E} задающая её решётка {\displaystyle \Gamma } не является однозначно заданной: она определена с точностью до пропорциональности. Однако, решётка взаимно-однозначно соответствует паре {\displaystyle (E,\omega )}, где {\displaystyle \omega } — ненулевая голоморфная 1-форма на {\displaystyle E}: в качестве {\displaystyle \omega } можно взять проекцию на {\displaystyle E} формы {\displaystyle dz} на {\displaystyle \mathbb {C} }, тогда {\displaystyle \Gamma } восстанавливается как набор всевозможных интегралов {\displaystyle \omega } по петлям на торе {\displaystyle E}:
{\displaystyle \Gamma =\left\{\int _{\gamma }\omega \mid \gamma \in H_{1}(E)\right\}}
На эллиптической кривой {\displaystyle y^{2}=4x^{3}+g_{2}(E)x+g_{3}(E)}, являющейся образом отображения {\displaystyle F=(\wp _{E},\wp '_{E})}, имеется голоморфная форма {\displaystyle \omega ={\frac {dx}{y}}}. Несложно видеть, что она является в точности образом формы {\displaystyle dz} на {\displaystyle E} при отображении {\displaystyle F}. Это позволяет прийти сразу к нескольким выводам:
- Обратное отображение к отображению {\displaystyle F} ищется как интеграл формы {\displaystyle \omega }:

{\displaystyle z(x,y)=\int _{\infty }^{(x,y)}{\frac {dx}{y}},}
где интегрирование производится по пути, лежащему на эллиптической кривой {\displaystyle F(E)}. Бесконечно удалённая точка на кривой {\displaystyle F(E)} при этом выбрана как начало пути интегрирования, поскольку является F-образом точки {\displaystyle z=0}, а изменение выбора пути на другой приводит к изменению результата на элемент решётки периодов {\displaystyle \Gamma }.
- Обратное отображение к функции Вейерштрасса задаётся как

{\displaystyle \wp _{E}^{-1}(x)=\int _{\infty }^{x}{\frac {dx}{\pm {\sqrt {4x^{3}+g_{2}(E)x+g_{3}(E)}}}}.}
(выбор знака соответствует выбору одного из двух прообразов на эллиптической кривой, а изменение пути интегрирования приводит к сдвигу вычисленного прообраза на элемент {\displaystyle \Gamma }).
- Решётка {\displaystyle \Gamma } восстанавливается как множество интегралов формы {\displaystyle {\frac {dx}{y}}} по всевозможным замкнутым путям на эллиптической кривой {\displaystyle y^{2}=4x^{3}+g_{2}(E)x+g_{3}(E)}.

### Сложение точек на эллиптической кривой
Эллиптическая кривая является (или, точнее, может быть сделана) абелевой группой по сложению. Для «алгебраического» представления {\displaystyle E=\mathbb {C} /\Gamma } это просто сложение точек {\displaystyle \mathbb {C} }. Для «геометрического» — как вложенной в {\displaystyle \mathbb {C} P^{2}} кривой {\displaystyle y^{2}=4x^{3}+px+q} — это сложение задаётся выбором в качестве нуля бесконечно удалённой точки и правилом «три точки, лежащие на одной прямой, в сумме дают ноль».
Естественно ожидать, что построенное по функции Вейерштрасса отображение {\displaystyle F=(\wp (z),\wp '(z))} переводит заданное алгебраически сложение в заданное геометрически — что и имеет место. Этому (поскольку коллинеарность трёх точек задаётся обращением в ноль определителя) соответствует следующее соотношение:
{\displaystyle \det {\begin{bmatrix}\wp (u)&\wp '(u)&1\\\wp (v)&\wp '(v)&1\\\wp (w)&\wp '(w)&1\end{bmatrix}}=0}
для любых {\displaystyle u+v+w=0}. Также, ввиду чётности {\displaystyle \wp } и нечётности {\displaystyle \wp '}, оно может быть записано как
{\displaystyle \det {\begin{bmatrix}\wp (z)&\wp '(z)&1\\\wp (w)&\wp '(w)&1\\\wp (z+w)&-\wp '(z+w)&1\end{bmatrix}}=0}

## Применение в голоморфной динамике
С помощью {\displaystyle \wp }-функции Вейерштрасса строится пример Латтэ — пример рационального отображения сферы Римана в себя, множество Фату которого пусто (и, тем самым, динамика которого везде хаотична). А именно, взяв {\displaystyle \Gamma =\mathbb {Z} [i]=\{a+bi\mid a,b\in \mathbb {Z} \}}, можно рассмотреть отображение {\displaystyle D} удвоение на торе {\displaystyle E=\mathbb {C} /\Gamma }:
{\displaystyle D(z)=2z\,\mod \mathbb {Z} [i].}
Это отображение хаотично везде — сколь угодно маленькая окрестность через конечное число итераций покрывает весь тор.
С другой стороны — отображение {\displaystyle D} корректно спускается на фактор {\displaystyle S^{2}=E/(z\sim -z)}. Поэтому отображение D отображением {\displaystyle \wp } полусопряжено некоторому рациональному отображению {\displaystyle R:\mathbb {C} P^{1}\to \mathbb {C} P^{1}}:
{\displaystyle \wp \circ D=R\circ \wp .}
Иными словами,
{\displaystyle R(z)=\wp (2\wp ^{-1}(z)).}
Для такого отображения {\displaystyle R} образы малых окрестностей также через конечное число итераций закрывают всю сферу Римана. Поэтому множество Жюлиа {\displaystyle J(R)=\mathbb {C} P^{1}}, а множество Фату, соответственно, пусто.
Наконец, несложно видеть, что степень отображения {\displaystyle R} равна четырём (поскольку отображение {\displaystyle z\mapsto 2z} на торе имеет степень 4), и его коэффициенты {\displaystyle R} можно найти явно, вычислив достаточное число коэффициентов ряда Тейлора {\displaystyle R} в нуле через ряд Лорана для {\displaystyle \wp } (и, соответственно, для {\displaystyle \wp ^{-1}}).